# Сулово (Вармінсько-Мазурське воєводство)
Сулово (пол. Sułowo, нім. Schulen) — село в Польщі, у гміні Біштинек Бартошицького повіту Вармінсько-Мазурського воєводства.
Населення — 159 осіб (2011).

## Демографія
Демографічна структура станом на 31 березня 2011 року:
|          | Загалом | Допрацездатний вік | Працездатний вік | Постпрацездатний вік |
| -------- | ------- | ------------------ | ---------------- | -------------------- |
| Чоловіки | 81      | 14                 | 55               | 12                   |
| Жінки    | 78      | 20                 | 45               | 13                   |
| Разом    | 159     | 34                 | 100              | 25                   |